# Luchthaven Massawa
Luchthaven Massawa (IATA: MSW, ICAO: HHMS) is een luchthaven in Massawa, een grote stad in de Noordelijke rode zee regio van Eritrea.
De luchthaven is momenteel maar zelden open. De enige luchtvaartmaatschappij die op de luchthaven mag vliegen is Pakistan International Airlines. Het mag hoogwaardigheidsbekleders en binnenlandse leiders vliegen, inclusief de president van Yemen.

## Luchtvaartmaatschappijen en Bestemmingen
- NasAir - Asmara, Doha, Dubai, Jeddah, Khartoum, Nairobi